# Sciophila fistulata
Sciophila fistulata är en tvåvingeart som beskrevs av Soli 1995. Sciophila fistulata ingår i släktet Sciophila och familjen svampmyggor.
Artens utbredningsområde är Thailand. Inga underarter finns listade i Catalogue of Life.